# Gebmund
Gebmund ou Gefmund est un prélat anglo-saxon de la fin du VIIe siècle.

## Biographie
D'après l'Histoire ecclésiastique du peuple anglais de Bède le Vénérable, Gebmund est choisi par l'archevêque Théodore de Cantorbéry pour succéder à l'évêque de Rochester Cwichelm, qui démissionne en 678 en raison du manque de moyens dont souffre son siège,. Il est mentionné dans le code de lois du roi du Kent Wihtred comme membre de l'assemblée ayant rédigé les décrets. Il meurt entre 699 et 716.